# Кремень-2
«Кремень-2» (укр. Кремінь-2) — украинский футбольный клуб, фарм-клуб кременчугского «Кремня». Домашние матчи проводил на стадионе «Кремень-Арена» им. О.Бабаева

## История
Резервная команда «Кремня» выступала преимущественно в турнирах местного уровня, в 2000 году став серебряным призёром чемпионата Полтавской области. В 1999 году резервисты кременчужан впервые приняли участие в любительском чемпионате Украины, однако стали последними в своей группе, одержав одну победу в 10 матчах. В сезоне 2019/20 молодёжная команда клуба, под названием «Кремень-Юниор», снова участвовала в чемпионате Украины среди любителей, однако снова стала последней в турнирной таблице своей группы.
Современная команда была создана в 2021 году и была заявлена для участия в чемпионате Полтавской области. Уже спустя год «Кремень-2» был включён в состав участников второй лиги чемпионата Украины. Дебютную игру на профессиональном уровне резервисты «Кремня» провели 5 сентября 2022 года, на выезде уступив николаевскому «Васту» со счётом 5:0. По окончании сезона 2023/24 вторая команда клуба была расформирована

## Достижения
- Чемпионат Полтавской области
  - Серебряный призёр: 2000

## Главные тренеры
- Юрий Чумак (2022)
- Ярослав Здырко (2022—2023)
- Роман Локтионов (2023)
- Ярослав Здырко (2024)